# Бандо, Серж Нганбе
Серж Бандо Нганбе (фр. Serge Bando N'Gambé; род. 11 мая 1988, Пума, Прибрежный регион) — французский футболист камерунского происхождения, нападающий.

## Карьера
Выступал во Франции за любительские и полупрофессиональные клубы, в том числе за команды четвёртого дивизиона «Юра Сюд», «Монсо» и «Вильфранш».
В 2016 году играя за кокшетауский «Окжетпес» забил 9 мячей в казахстанской Премьер-лиге. В феврале 2017 года перешёл в павлодарский «Иртыш» . Но, проведя 14 матчей, не забил ни одного гола, и в июне 2017 команда распростилась с ним .